# Coscinium blumeanum
Coscinium blumeanum là một loài thực vật có hoa trong họ Biển bức cát. Loài này được Miers ex Hook.f. & Thomson mô tả khoa học đầu tiên năm 1855.